# 三氯卡班
三氯卡班（英語：Triclocarban，缩写TCC）是一种抗细菌化学物质，最初用于医药，后来用于肥皂和洗手液，但现在已不再常用。TCC能有效抑制金黄色葡萄球菌（Staphylococcus aureus）的生长，但其作用机理尚不明确，TCC已产生了一些耐药性和环境污染，也会扰乱内分泌。